# Momcził Charizanow
Momcził Charizanow (bułg. Момчил Харизанов, ur. 29 maja 1961) – bułgarski lekkoatleta, sprinter, medalista halowych mistrzostw Europy w 1987.

## Kariera sportowa
Specjalizował się w biegu na 400 metrów. Odpadł w eliminacjach tej konkurencji na halowych mistrzostwach Europy w 1986 w Madrycie. Na kolejnych halowych mistrzostwach Europy w 1987 w Liévin zdobył na tym dystansie srebrny medal, przegrywając jedynie z Toddem Bennettem z Wielkiej Brytanii, a wyprzedzając innego Brytyjczyka Paula Harmswortha. Odpadł w półfinale biegu na 400 metrów na halowych mistrzostwach świata w 1987 w Indianapolis.
Był mistrzem Bułgarii w biegu na 400 metrów w 1986, a w hali mistrzem swego kraju w biegu na 200 metrów w 1987 oraz w biegu na 400 metrów  w 1982, 1985, 1989 i 1990.
Trzykrotnie poprawiał rekord Bułgarii w sztafecie 4 × 400 metrów do czasu 3:05,34, uzyskanego 17 lipca 1988 w Ankarze.
Rekordy życiowe:
- bieg na 400 metrów – 45,92 s (3 sierpnia 1986, Sofia)
- bieg na 400 metrów (hala) – 46,66 s (28 stycznia 1989, Sofia)